# Westrittrum
Westrittrum ist ein Ortsteil der Gemeinde Großenkneten im niedersächsischen Landkreis Oldenburg.

## Geographie
Die Ortschaft liegt sechs Kilometer nordöstlich von Großenkneten. Die Hunte fließt etwa einen halben Kilometer entfernt östlich; auf der anderen Seite der Hunte liegt Ostrittrum, ein Ortsteil der Gemeinde Dötlingen. In etwa acht Kilometern westlicher Entfernung verläuft die Bundesautobahn 29. Westlich von Westrittrum befindet sich der „Badesee Westrittrum“ (52° 58′ 13,5″ N, 8° 19′ 2,5″ O).